# Kozy (stacja kolejowa)
Kozy – stacja kolejowa w Kozach, w powiecie bielskim, w województwie śląskim. Zarządza nią PKP Polskie Linie Kolejowe.

## Ruch pasażerski
| Rok  | Wymiana pasażerska na dobę |
| ---- | -------------------------- |
| 2017 | 50-99                      |
| 2022 | 50-99                      |

## Historia
Stacja powstała w ówczesnych Austro-Węgrzech, została otwarta 1 czerwca 1888 roku, wraz z rozpoczęciem działalności linii kolejowej z Bielska do Kalwarii Zebrzydowskiej, stanowiącej przedłużenie Kolei Miast Morawsko-Śląskich. Jej pierwszym zawiadowcą był Karol Schnapka z Opawy, drugim – od 1894 roku – Franciszek Knorre, a trzecim – od 1896 roku Franciszek Merka. Później, od 1907 roku Stanisław Krzemień i od 1914 roku Andrzej Jakobsche.
5 maja 1917 roku na stacji w Kozach postój miał pociąg, którym do Krakowa udawała się cesarska para Karol I Habsburg i Zyta Burbon-Parmeńska. Na peronie przywitał ich Baron Marian Czecz de Lindenwald w polskim stroju szlacheckim. W latach 20. XX wieku na stacji powstała dobudówka, zlokalizowano w niej poczekalnię.
Od lat 10. do lat 70. lub 80. XX wieku funkcjonowała kolejka linowa łącząca stację z koziańskim kamieniołomem.